# Himna
 Ovo je glavno značenje pojma Himna. Za druga značenja pogledajte Himna (razdvojba).
Himna (grč. pjesma, hvalospjev) je reprezentativna pjesma, najčešće države, koja se pjeva ili svira u svečanim i službenim prilikama. Riječ je obično o domoljubnoj pjesmi koja veliča povijest, tradicije i napore dotičnoga naroda. Može biti službeno priznata kao državna himna ili općeprihvaćena u narodu kao svečana pjesma.

## Pozadina
U hrvatskom jeziku razlikuje se himan od himne.
Himni su najstarija pjesnička vrsta koju susrećemo djelomično već kod Egipćana, Babilonaca i Asiraca. Kod Grka svaka pjesma do 6. stoljeća pr. Kr. naziva himnom, a kasnije su to samo pjesme koje su posvjećene bogovima i herojima. U Rimskom Carstvu himnima je uveličavan kult careva. U renesansi himnima se opisuju ljepote prirode.
S druge strane, „himna“ označava pjesmu koja ima nacionalni i politički značaj.

## Prve himne
Stvaranjem prvih nacija nastaju nacionalne i rodoljubive himne, a pojavom društvenih klasa i borbene. Najstarija je nacionalna himna Wilhelmus, nizozemska himna, napisana između 1568. i 1572. u vrijeme Osamdesetogodišnjeg rata. Tekst japanske himne još je stariji, no melodija je skladana tek početkom 20. stoljeća, dok je državnom himnom postala 1999. Španjolska himna Marcha Real datira iz 1770., engleska God Save the King prvi se put spominje 1745., a francuska Marseljeza (La Marseillaise) nastala je 1792., dok je kao himna prihvaćena 1795.
U vrijeme nastajanja nacionalnih država u 19. i 20. stoljeću, većina je ostalih nacija dobila svoju himnu.
U tom je razdoblju nastala i Internacionala kao koračnica radničke klase.
Himna Republike Hrvatske je Lijepa naša domovino Antuna Mihanovića.

## Vanjske poveznice
Zakon o grbu, zastavi i himni Republike Hrvatske te zastavi i lenti predsjednika Republike Hrvatske